# Ben McCauley
Benjamin Joseph McCauley (nacido el 06 de septiembre de 1986 en West Newton, Pennsylvania) es un jugador de baloncesto estadounidense que milita en las filas de los Brujos de Guayama de la Baloncesto Superior Nacional. Con 2.06 de estatura, su puesto natural en la cancha es el de ala-pívot. 

## Trayectoria
Es un ala-pívot formado en la Universidad Estatal de Carolina del Norte donde jugaría durante cuatro temporadas con los NC State Wolfpack, desde 2005 a 2009.
El 7 de marzo de 2011, McCauley firmó con el equipo francés Chorale Roanne Basket por el resto de la temporada.
El 16 de julio de 2012, McCauley firmó con el equipo polaco del SKS Polpharma-Pakmet Starogard GD. para la temporada 2012-13. El 6 de enero de 2013, McCauley registró 34 puntos, el máximo de su carrera, anotando 11 de 17 desde en triples, junto con ocho rebotes y dos robos en la victoria por 85–81 sobre Czarni Słupsk. En 30 partidos jugados durante la temporada 2012-13, McCauley promedió 18,8 puntos, 7,7 rebotes, 2 asistencias y 1 robo por partido, disparando un 42,9 por ciento desde la línea de 3 puntos.
El 7 de julio de 2013, McCauley firmó con el equipo ucraniano del BC Donetsk para disputar la temporada 2013-14. Sin embargo, el 24 de marzo de 2014, McCauley se separó del BC Donetsk para unirse al equipo español del CAI Zaragoza por el resto de la temporada, como reemplazo de Joseph Jones.
El 12 de julio de 2014, McCauley firmó un contrato de un año con el equipo turco del Türk Telekom B.K.
En las siguientes dos temporadas, jugaría en Turquía en las filas del İstanbul BB.
El 19 de febrero de 2018, McCauley firmó con el equipo israelí del Maccabi Ashdod B.C. por el resto de la temporada como reemplazo de David Laury. El 1 de abril de 2018, McCauley registró 19 puntos, el máximo de la temporada, encestando 8 de 11, junto con diez rebotes en la victoria por 82–78 sobre Bnei Herzliya.McCauley ayudó a Ashdod a llegar a los Playoffs de la Liga Israelí de 2018, donde finalmente perdieron ante Hapoel Tel Aviv. En 20 partidos jugados para Ashdod, McCauley promedió 9.7 puntos, 5.6 rebotes y 1.3 asistencias por juego, anotando 41.9 por ciento desde el rango de 3 puntos.
El 11 de junio de 2019, McCauley regresó a Polonia para un segundo período y se unió a Wilki Morskie Szczecin de la PLK.
El 6 de enero de 2021 firmó con el WKS Śląsk Wrocław de la PLK.
En el verano de 2021, McCauley regresó a Brujos de Guayama de la Baloncesto Superior Nacional.
El 15 de marzo de 2022, regresa a los Brujos de Guayama de la Baloncesto Superior Nacional, para firmar una extensión de su contrato.